# Cari Mora
Cari Mora è il sesto ed ultimo romanzo dello scrittore statunitense Thomas Harris. Pubblicato negli Stati Uniti il 9 maggio 2019, il libro esce a 13 anni di distanza dalla precedente opera del suo autore. È il secondo romanzo di Harris, dopo Black Sunday (pubblicato quasi quarantacinque anni prima), slegato dal personaggio del dottor Hannibal Lecter.

## Trama
Caridad Mora, detta Cari, è una giovane colombiana, scampata alla guerra nel Paese natale e rifugiata negli Stati Uniti. I flashbacks sulla sua infanzia tornano utili all'autore per trattare la tragica realtà dei bambini soldato. A Miami Beach lavora come custode di una villa appartenuta al narcotrafficante Pablo Escobar, che ospita parecchie attrezzature di svariati ex proprietari ed è sorvegliata da gente senza scrupoli, a conoscenza del fatto che nel piano interrato sono stati occultati lingotti d'oro, del valore di 25 milioni di dollari, appartenuti a Escobar e protetti da un sofisticato sistema di sicurezza. 
 Tra i criminali che la tengono sotto controllo spicca Hans-Peter Schneider, un trafficante di organi sadico e psicopatico, che vive nelle oscure fantasie di altri ricchi malati.